# День Прешерна
Прешернів день (словен. Prešernov dan) — державне свято в Словенії, яке святкується 8 лютого, в річницю з дня смерті великого словенського поета Франце Прешерна 8 лютого 1849 р.
Був введене в 1945 році на хвилі зростання національної самосвідомості словенців. У 1991 році оголошений неробочим днем . 7 лютого, напередодні свята, проходить церемонія вручення Премії імені Франца Прешерна за значні досягнення в галузі культури і мистецтва.

## Історія
Річниця смерті Прешерна стала помітною датою в ході Другої світової війни в 1941 році, коли 7 лютого святкувався як День всеслов'янської єдності. Пропозиція відзначати 8 лютого як словенське культурне свято висунув в січні 1945 року в місті Чрномель Богомил Герланц, працівник по культурі Визвольної фронту Словенії.
День був оголошений культурним святом декретом президії Ради словенського національного визволення, опублікованими у виданні «Словенски порочевалец» (словен. Slovenski poročevalec) від 1 лютого 1945. Він залишився державним святом у часи Соціалістичної Республіки Словенії в складі СФРЮ, а також відзначався словенськими громадами в Каринтії та Італії.